# Belleville-en-Beaujolais
Belleville-en-Beaujolais – gmina we Francji, w regionie Owernia-Rodan-Alpy, w departamencie Rodan. W 2016 roku liczba ludności wynosiła 13 053 mieszkańców. 
Gmina została utworzona 1 stycznia 2019 roku z połączenia dwóch ówczesnych gmin: Belleville oraz Saint-Jean-d'Ardières. Siedzibą gminy została miejscowość Belleville. 